# One More Light (canción)
«One More Light» —en español: «Una luz más»— es una canción de la banda estadounidense Linkin Park, grabada originalmente para su álbum homónimo, el séptimo trabajo de estudio del grupo, donde aparece como la novena pista. La canción fue coescrita con Eg White y se publicó como el tercer sencillo del disco el 3 de octubre de 2017. Esta es la primera ocasión en que el título de una canción de la banda sirve como título de un álbum y es el último sencillo con Chester Bennington, antes de su muerte.

## Composición y descripción
A fines de 2016, el cantante Mike Shinoda reveló que había trabajado en la escritura de una canción junto con el compositor británico Eg White, quien en el pasado había sido colaborador de artistas como Kylie Minogue, Dua Lipa, Adele y Florence and the Machine. En una entrevista radial posterior, se confirmó que esta canción era «One More Light». Durante la promoción previa a la publicación del sencillo principal del álbum, «Heavy», Shinoda contó que White, quien había viajado desde Europa para trabajar con el grupo, había escrito con él «One More Light» mientras Brad Delson asistía al funeral de una amiga de la banda. Cuando White le preguntó sobre qué quería escribir, Shinoda le respondió que en lo único que podía pensar era sobre la muerte de su amiga. Sostuvo que, a pesar de la horrible inevitabilidad de la pérdida, la canción trata sobre hacerle saber a alguien que le importas. Posteriormente el grupo reveló que la amiga era Amy Zaret, una empleada veterana con 25 años de trabajo en Warner Bros. Records, que falleció en octubre de 2015 después de un diagnóstico de cáncer. En un artículo de la revista Kerrang! de marzo de 2017, Shinoda comentó sobre la relación de Zaret con la banda: 

Teníamos una amiga que trabajó para la discográfica por un largo tiempo y que la conocíamos desde hacía muchos años. Comenzó trabajando en promociones radiales y nos llevaba a las estaciones de radio locales en el Medio Oeste estadounidense, hasta que eventualmente fue ascendiendo de trabajo. En algún punto del año pasado, me enteré que tenía cáncer, y de repente al poco tiempo había muerto. Sabíamos que absolutamente teníamos que escribir sobre lo que había pasado. Es una canción triste, pero el mensaje es que cuando algo dramático y doloroso como eso sucede, la cosa más importante para hacer es conectarse con la gente a la que uno quiere y recordarles que son importantes para ti.

«One More Light» es la primera canción de la banda que le da título a un álbum de estudio y, de acuerdo a Shinoda, la decisión se dio por la importancia y el significado que la canción tenía para ellos.

## Promoción
El 6 de marzo de 2017, la banda realizó un concierto sorpresa en la sede de Warner Bros., donde tocaron la canción y la gente reaccionó de manera emotiva, con llantos, abrazos y compartiendo historias. El 19 de mayo, interpretaron el tema al abrir su presentación en Jimmy Kimmel Live!, dedicándoselo a su amigo Chris Cornell, quien había fallecido el día anterior.
Después del suicidio del vocalista Chester Bennington el 20 de julio de 2017, el grupo eligió a «One More Light» como su siguiente sencillo. En el momento de su publicación, Shinoda escribió que «One More Light» había sido escrito «con la intención de enviar cariño a aquellos que habían perdido a alguien» y que ahora ellos se encontraban del otro lado. Agradeció a los seguidores de todo el mundo que se habían unido para usar a esta canción como su «declaración de amor y apoyo para la banda y en memoria de nuestro querido amigo, Chester».
El 25 de octubre de 2017, el productor musical y DJ estadounidense Steve Aoki publicó una reversión de «One More Light», a la que tituló como remezcla «Chester Forever» («Chester por siempre»), como homenaje a Bennington.

## Video musical
El 18 de septiembre de 2017 se publicó el videoclip de la canción en el canal de YouTube del grupo, dirigido por Joe Hahn y Mark Fiore. El video es un homenaje a Chester Bennington, en el que se muestran diversas escenas del vocalista cantando en varios conciertos, así también como momentos de detrás de escena junto con la banda y extractos de otros videoclips anteriores. Acerca de la realización del video, Hahn comentó lo siguiente:

Ha sido increíblemente emotivo trabajar en esto, y especialmente verlo. Siento que al hacer esto, no solo nos enfrentamos a algunos de nuestros más grandes temores, sino que nos permitió usar nuestro talento para traer algo de luz a la gente que lo necesita. Mientras avanzamos hacia el recital en el Hollywood Bowl y más allá, pienso sobre la gente que se conecta con la banda, dentro y fuera de nuestro círculo. Este video es un gesto de buena voluntad para la gente que quiere esa conexión.

Tras su lanzamiento, el video acumuló 3 millones de visitas en YouTube en las primeras 24 horas.
En julio de 2018, el video fue nominado a los MTV Video Music Awards en la categoría de «mejor video de rock».
En mayo de 2021, el video alcanzó más de 200 millones de visitas en YouTube.

### Video de letras
El 3 de octubre de 2017, Linkin Park publicó un video oficial de letras para «One More Light» en YouTube. El video fue creado por Nicola Drilling y otros seguidores de la banda de todo el mundo, en el que cada uno tiene un segmento durante el cual a través de fotos, animaciones o piezas de arte muestran las letras de la canción.

## Lista de canciones
| Digital download |                  |          |  |
| N.º              | Título           | Duración |  |
| 1.               | «One More Light» | 4:15     |  |

## Músicos
Linkin Park
- Chester Bennington: voz
- Brad Delson: guitarra, producción
- Dave Farrell: bajo
- Joe Hahn: samples, programación
- Mike Shinoda: teclado, producción, voz

Músicos adicionales
- Eg White: guitarra, piano

## Posicionamiento en listas
| Lista (2017)                           | Posiciones |
| -------------------------------------- | ---------- |
| Australia (ARIA)                       | 82         |
| Austria (Ö3 Austria Top 40)            | 35         |
| Canadá (Canadian Hot 100)              | 91         |
| Francia (SNEP)                         | 111        |
| Alemania (Media Control AG)            | 51         |
| Italia (FIMI)                          | 79         |
| Filipinas (Philippine Hot 100)         | 55         |
| Escocia (Scottish Singles Sales Chart) | 49         |
| Suiza (Schweizer Hitparade)            | 48         |
| Estados Unidos (Alternative Airplay)   | 21         |
| Estados Unidos (Billboard Rock Songs)  | 6          |